# Partition inachevée pour piano mécanique
Pour plus de détails, voir Fiche technique et Distribution.
Partition inachevée pour piano mécanique (en russe : Неоконченная пьеса для механического пианино) est un film soviétique réalisé par Nikita Mikhalkov, produit en 1977, sorti en 1977 et sorti en France en 1979. Le film reçoit la Coquille d'or au Festival de Saint-Sébastien en 1977 et le prix David di Donatello en 1978.

## Synopsis
Il s'agit d'une libre adaptation cinématographique de Platonov, pièce d'Anton Tchekhov.

## Fiche technique
- Titre : Partition inachevée pour piano mécanique
- Titre original : Неоконченная пьеса для механического пианино
- Réalisation : Nikita Mikhalkov
- Scénario : Alexandre Adabachyan, Nikita Mikhalkov, d'après la pièce d'Anton Tchekhov : Platonov ou Ce fou de Platonov
- Pays d'origine : Russie/Union soviétique
- Photographie : Pavel Lebechev
- Montage : Ludmila Yelian
- Format : Couleurs - 1,37:1 - Mono - 35 mm
- Chef décorateur : Alexandre Adabachyan, Alexandre Samoulekine
- Musique : Edouard Artemiev
- Costumier : Maïa Abar-Baranovskaïa
- Production : Mosfilm
- Genre : Drame
- Durée : 103 minutes
- Dates de sortie :
  - 1977
  - en France : 1979

## Production
- Lieu de tournage : Pouchtchino[2].

## Distribution
- Alexandre Kaliaguine : Mikhaïl Vassilievitch Platonov
- Elena Solovei : Sophia Yegorovna
- Yevgeniya Glushenko : Sachenka
- Antonina Chouranova : Anna Petrovna Voïnitseva
- Iouri Bogatyriov : Sergueï Pavlovitch Voïnitsev
- Oleg Tabakov : Pavel Petrovitch Chtcherbouk
- Nikolaï Pastoukhov : Porfiry Semionovitch Glagoliev
- Pavel Kadotchnikov : Ivan Ivanovitch Triletsky
- Nikita Mikhalkov : Nikolaï Ivanovitch Triletsky
- Anatoli Romachine : Guérassime Kouzmitch Petrine
- Natalia Nazarova : Verotchka
- Ksenia Minina : Lizotchka
- Sergueï Nikonenko : Yakov
- Sergueï Guryev : Petechka

## Anton Tchekhov et Nikita Mikhalkov
- « Mikhalkov aborde l'œuvre de Tchekhov sans cynisme, et prend au mot le "médecin" lorsque celui-ci insiste sur le fait que ses pièces sont des comédies », écrit Stephen Sarrazin[3]. Que dit le réalisateur lui-même ?
- « Avec cette adaptation de Platonov, j'entrais en conflit avec la tradition du théâtre et du cinéma soviétiques dans l'interprétation de Tchekhov (...), une interprétation dans un vide chargé de sous-entendus, paraît-il, mais un vide : sur la scène tout le monde pleure, dans la salle des gens s'évanouissent, (...), les comédiens considèrent que plus ils souffriront mieux ce sera Tchekhov. Selon moi, c'est faux : Tchekhov, après tout, faisait des comédies. (...) Voilà pourquoi dans notre Platonov (intitulé pour le cinéma : Partition inachevée pour piano mécanique) nous avons essayé de rétablir l'unité de Tchekhov. (...) Chez lui, il n'y a qu'un seul personnage, un homme dans lequel tout fusionne dans l'unité de ses contradictions et qui écrivait : "Il n'y a ni anges, ni démons". Et c'est cela qui nous intéresse. »[4]
- Nikita Mikhalkov ajoute : « Platonov est la première pièce de Tchekhov[5]. (...) Et pourtant, c'est elle qui a enfanté toutes les autres pièces (...) Nous n'avons pas pu tuer Platonov[6] parce qu'à partir de là on suivait, dans la vie de Tchekhov, le chemin vers ses meilleures pièces où il a rehaussé l'homme jusqu'au niveau où il n'est plus capable d'accomplir un acte comme le suicide. (...) »[7]

## Distinctions
- 1977 : Coquille d'or au 25e Festival international du film de San Sebastián